# Janine Turner
Janine Turner (Lincoln, 6 december 1962) is een Amerikaanse actrice. Ze werd voor haar rol in Northern Exposure drie keer genomineerd voor een Golden Globe en één keer voor een Emmy Award.
Turner speelde zowel in films als vaste rollen in televisieseries. Zo was ze in Northern Exposure 110 afleveringen te zien en in Strong Medicine vijftig.
Begin jaren 80 verloofde Turner zich met Alec Baldwin, maar tot een bruiloft kwam het nooit. In november 1997 werd ze (ongehuwd) moeder. Ze bracht in 2008 het boek Holding Her Head High: 12 Single Mothers Who Championed Their Children and Changed History uit.

## Filmografie
*Exclusief televisiefilms
- Solace (2015)
- A Fonder Heart (2011)
- Black Widow (2010)
- Maggie's Passage (2009)
- Birdie & Bogey (2009)
- The Night of the White Pants (2006)
- Miracle Dogs Too (2006)
- Trip in a Summer Dress (2004)
- No Regrets (2004)
- Birdie and Bogey (2004)
- Dr. T & the Women (2000)
- Leave It to Beaver (1997)
- The Curse of Inferno (1997)
- Cliffhanger (1993)
- The Ambulance (1990)
- Steel Magnolias (1989)
- Monkey Shines (1988)
- Tai-Pan (1986)
- Knights of the City (1986)
- Young Doctors in Love (1982)

## Televisieseries
*Exclusief gastrolletjes
- Friday Night Lights - Katie McCoy (2008-2009)
- Strong Medicine - Dr. Dana Stowe (2000-2002)
- Northern Exposure - Maggie O'Connell (1990-1995)
- Another World - Patricia Kirkland (1986-1987)